# Distretto di Saman
Il distretto di Saman è un distretto del Perù, facente parte della provincia di Azángaro, nella regione di Puno.